# 태평무 (드라마)
《태평무》는 1985년 9월 17일부터 1985년 10월 29일까지 한국방송공사 월화드라마이다.

## 등장 인물
- 김흥기
- 유지인
- 김병기
- 태민영
- 김창숙

## 주제가
- 태평무(작사:이철향/작곡:박성규/노래:주현미)